# El Recuenco
El Recuenco è un comune spagnolo di 74 abitanti situato nella comunità autonoma di Castiglia-La Mancia.